# Image-Line
Image-Line Software — бельгийская компания-разработчик программного обеспечения, основанная в 1994 году. Компания приобрела известность главным образом благодаря созданию цифровой музыкальной студии FL Studio и связанных с ней плагинов — таких как Sytrus и Harmor. В 2007 году Image-Line представила виртуальный диджейский пульт Deckadance. Компания также выпускает EZGenerator, программу для создания веб-сайтов на основе шаблонов.

## История

### Период раннего развития
Компания Image-Line была основана Жаном-Мари Кани и Франком ван Бизеном, которые после семи лет разработки программ для биржевого рынка в Pavell Software решили в 1992 году заняться созданием видеоигр. Первым результатом их работы стал Тетрис «для взрослых», который они предлагали на дискетах в рекламном разделе Computer Magazine. В это же время начали набирать популярность игры на компакт-дисках, такие, например, как «Седьмой гость» — это вдохновило Кани и ван Бизена начать работу с компанией Private, одним из самых крупных разработчиков эротических компьютерных игр того времени. Private выпустила несколько CD с играми Image-Line, в том числе — Private Prison и Private Castle. Название «Image-Line» было официально принято компанией в 1994-м.

### Дидье Дэмбрен («Гол»)
Примерно в то же время, когда Image-Line выпустили игры для Private, компания IBM объявила конкурс «Да Винчи», в котором главными призами были цветные ноутбуки. Image-Line, которая в то время была весьма небогатой компанией, одержала победу в категории мультимедиа, переделав одну из своих игр таким образом, чтобы она соответствовала требованиям конкурса.
В Image-Line заинтересовались Дидье Дэмбреном по прозвищу «Гол», разработчиком, который победил в общем конкурсе «Да Винчи», а также в категории игр. Они наняли этого 19-летнего парня, и первой игрой, которую он сделал для компании, стала Private Investigator. Следующим проектом Дэмбрена стал платформер Eat This, двухмерный шутер, в котором главный герой сражается с пришельцами.
Другие разработчики Image-Line создавали такие продукты как программа для составления счетов Fact2000 и E-OfficeDirect, контент-ориентированный инструмент для веб-разработок, который стал предшественником EZGenerator, более позднего продукта Image-Line. Кроме того, CD-версия бельгийской телевизионной игры Blokken, выпущенная Image-Line, 4 года подряд занимала первое место в национальном игровом чарте.

### Программы для работы со звуком
В 1997-м Дэмбрен заинтересовался такими известными музыкальными программами того времени как Hammerhead и ReBirth 338 и создал простую драм-машину, работающую только с MIDI. Она стала результатом попытки Дэмбрена объединить принципы двух этих программ в едином пошаговом секвенсоре, в котором можно было бы использовать и дорожки, и пошаговое программирование. Драм-машина Дэмбрена носила название FruityLoops 1.0 и стояла особняком в линейке продуктов Image-Line того времени. Тем не менее, демо-версия программы, выпущенная в 1997 году, приобрела такую популярность, что серверы Image-Line не выдержали наплыва желающих её скачать. Чтобы собрать средства на поддержку серверов, Image-Line поручила Дэмбрену создать клон популярной программы EJay под названием FruityTracks. Программа затем была передана компании Mattel на условиях OEM и выпущена во Франции и Великобритании под названием Pro DJ, а в Бельгии и Голландии — под названием Radio 538 Music Machine.
Компания Image-Line продолжила развивать FruityLoops: из простой драм-машины эта программа превратилась в большую и сложную цифровую музыкальную студию. Впоследствии она была переименована в FL Studio из соображений брендинга, а также для того чтобы прекратить затянувшуюся тяжбу из-за торговой марки с американской компанией Kelloggs. Сегодня FL Studio — одна из самых популярных программ для создания музыки во всем мире, флагманский продукт Image-Line. Компания разработала множество плагинов для использования в FL Studio, таких, например, как синтезатор Sytrus, инструмент для мастеринга Maximus и аудиоредактор Edison. В 2007 году Image-Line выпустила Deckadance, микширующее программное обеспечение для DJ’ев, разработанное программистом Arguru. Deckadance может работать как отдельное приложение или как плагин в FL Studio.

### Другие программы
Помимо музыкальных программ, Image-Line также разрабатывает и продает EZGenerator, приложение, предназначенное для создания и поддержки сайтов. Программа удостоилась множества наград с момента своего выхода.

## Продукты
| Программа        | Даты выхода            | Примечания |
| ---------------- | ---------------------- | --- |
| FL Studio        | 1997 — настоящее время | Цифровая музыкальная студия. Последняя версия FL Studio под номером 20 (в честь юбилея программы) выпущена в 2018-м году.        |
| FL Studio Mobile | 2011— настоящее время  | Специальная версия FL Studio для iOS. Выпущена в 2011.                                                                           |
| Deckadance       | 2007 — настоящее время | Виртуальный диджейский пульт и инструмент для микширования, схожий с Traktor или Scratch LIVE. Последняя версия — 1. 9. 3.       |
| EZGenerator      | -                      | Программа для создания веб-сайтов на основе шаблонов, продолжение ранее выпускавшейся E-OfficeDirect. Получила множество наград. |
| Fact2000         | -                      | Программа для составления счетов и управления контактными данными. Более не выпускается.                                         |
| Fruity Tracks    | -                      | Программа для микширования треков. Более не выпускается (стала частью FL Studio).                                                |

| Игра                 | Даты выхода | Примечания |
| -------------------- | ----------- | --- |
| Porntris             | 1992        | Эротическая версия популярной игры «Тетрис». |
| Private Investigator | 1996        | В 1996 году Private Investigator получила премию «Лучшая интерактивная игра» на шоу AMEE Award в Лас-Вегасе.                                                                                      |
| Eat This             | 1998        | Компьютерный шутер-скроллер, в котором герой убивает пришельцев из пулемета. Изначально игра была полностью двухмерной, хотя в одной из поздних версий появилось 30 минут трехмерного видео.      |
| Blokken              | 1998-2001   | CD-версия бельгийской телевизионной игры Blokken четыре года подряд занимала первое место в национальном чарте видеоигр. Было выпущено четыре различных версии и продано более 50 000 копий игры. |

| Эффекты              | Даты выхода            | Примечания |
| -------------------- | ---------------------- | --- |
| Gross Beat           | -                      | Эффект, позволяющий управлять высотой тона, временем, громкостью. |
| Maximus              | -                      | Многополосный компрессор и лимитер для мастеринга. Может использоваться в качестве гейта для подавления шумов, экспандера, дакера, деэссера. |
| Hardcore             | -                      | Набор из множества эффектов, имитирующих педальные «примочки» для гитар, но работающий и с любым другим инструментом. |
| Juice Pack           | -                      | Набор плагинов Image-Line в формате VST для использования в других музыкальных программах. Содержимое набора менялось с момента первого выпуска; на момент написания статьи в него входят такие плагины как Delay, Delay Bank, EQUO, Flangus, LovePhilter, Multiband Compressor, Notebook, Parametric EQ, Parametric EQ 2, Spectroman, Stereo Enhancer, Vocoder, Wave Candy и Wave Shaper. |
| Edison               | 2007 — настоящее время | Edison. Аудиоредактор с функцией звукозаписи. Edison выпускается в формате VST, хотя имеется и его самостоятельная версия, не требующая для работы программы-хоста. |
| Pitcher              | -                      | Инструмент для изменения высоты тона в реальном времени, схожий с Antares Autotune. |
| NewTone              | -                      | Инструмент для изменения высоты тона по отдельным нотам, схожий с плагином Melodyne. |
| Vocodex              | 2009–настоящее время   | Цифровой вокодер, разработанный Дидье Дэмбреном |
| Fruity Stereo Shaper | 2009–настоящее время   | Стерео-эффект с возможностью раздельного управления громкостью левого, правого канала и их инвертированных копий, а также их задержкой и сдвигом фазы. |

| Инструменты     | Даты выхода            | Примечания |
| --------------- | ---------------------- | --- |
| Sytrus          | 2003 — настоящее время | Гибридный синтезатор, использующий субтрактивный, аддитивный, FM-синтез и кольцевую модуляцию. |
| DirectWave      | 2005 — настоящее время | Плагин, позволяющий воспроизводить, записывать и редактировать семплы живых и VST-инструментов, а также накладывать DSP-эффекты. |
| SliceX          | 2008 — настоящее время | Семплер, обладающий широкими возможностями для нарезки и обработки лупов. |
| Harmless        | -                      | Сочетает возможности субтрактивного и аддитивного синтезатора. |
| Harmor          | 2011 — настоящее время | Продвинутая версия синтезатора Harmless с возможностью просматривать форму волны, а также огибающими, LFO, и матрицей модуляции как в Sytrus.                                                                                        |
| Toxic Biohazard | -                      | FM-синтезатор, схожий с Sytrus. |
| Sawer           | -                      | Винтажный субтрактивный синтезатор, имитирующий звучание советского синтезатора «Поливокс». |
| Morphine        | -                      | Легко программируемый аддитивный синтезатор. |
| PoiZone         | -                      | Легко программируемый аддитивный синтезатор. |
| Ogun/Autogun    | 2009 — настоящее время | Ogun — мощный программируемый синтезатор аддитивного типа. Особенно хорошо подходит для создания звенящих, металлических звуков. Autogun — бесплатная версия Ogun, возможности которой ограничены полуслучайной генерацией пресетов. |
| Sakura          | 2009 — настоящее время | Инструмент для физического моделирования струнных. |
| Drumaxx         | 2010 — настоящее время | Синтезатор ударных. |